# 下流老人
下流老人（日语：かりゅうろうじん）一詞是日本社會學者藤田孝典於其2015年著作《下流老人: 一億総老後崩壊の衝撃》中所提出的。大意為日本近年來出現了大量過著中下階層生活的老人，年金制度即將崩壞、長期照護缺乏人力、高齡醫療缺乏品質、照護條件日益提高、老人居住困難，而且未來會只增不減，若政府不提出有效政策，可能出現「1億人的老後崩壞」。
「下流老人」這個名詞的目的在於說明高齡者的貧窮生活，以及潛藏在其背後的問題，並沒有瞧不起或歧視高齡者。
藤田也指出，許多他輔導的下流老人，年輕時也是年薪400萬日元（約120萬新台幣）的中產階級。

## 特徵
下流老人有以下幾項特徵：
- 收入極低：沒有足夠的存款。
- 未婚者：伴侶早歿或離婚者。
- 非正職者增多：經濟成長停滯、青年就業情況不佳。
- 啃老族：兒女連自己都養不起，遑論奉養父母。
- 少子化：醫療與照護成本提高，沒有依賴的人。

## 衍生問題

### 日本
目前日本的貧困老人估計有600～700萬人，因礙於自尊心，拒絕申請輔助。
日本老化嚴重，約每四個人中就有一位65歲以上銀髮族，出現老人漂流社會，流轉於醫院和照護機構或因失智而成為遊民的高齡者們;老後破產，連看病和吃飯的錢都沒有的老人；內幕社會，揭露迫於生活鋌而走險的犯罪老人；無緣社會，一年有3萬2000名沒人出面認領的遺體，孤獨而死的老人。
以下流老人為目標的惡質貧困商法，有不少養老院、照護中心、簡易旅舍等，以低價吸引老人入居，但提供的環境、伙食、服務都差到極點。有些商人甚至惡劣到將下流老人請領的生活年金全部吞掉。
2014年向日本國民生活中心告發的類似案例達1454件，許多老人院和照護中心的衛生狀況不佳，照護人員霸凌老人，老人被迫寫遺囑轉移財產，還有老人院召了人、收了錢不久就倒閉。

### 台灣
高齡化社會將造成國家的財政負擔，當受傷或生病時，也容易就面臨破產、生活無以為濟的危機，如同日本也有老人為了生活鋌而走險犯罪等問題產生。
台灣人口老化速度全球最快、年約增加23萬個老人，加上少子化、低薪、中高齡失業等問題，許多學者專家預期，現在的青壯年人口，未來將落入「下流老人」的窘境，已非危言聳聽。

### 中國大陆
中國大陆也慢慢步入高齡化，因一胎化政策導致少子化、貧富差距大、男女比例失調使未婚男子居多等，多項已符合「下流老人」條件，其日本的经验教训值得中国加以借鉴。

### 香港
「2014年香港貧窮狀況報告」指出下流老人增加，65歲以上的貧窮人數增加9千人，約3個人中有1個人的收入是在貧窮線下。香港社福團體指出，政府的相關支援政策力道不足，要求加強社會福祉。

## 關聯條目
- 暴走老人 ：於2007年間，由日本作家所撰文，探討高齡者為何透過犯罪等負面意圖突顯自己存在，隱含歧視意義，但此形容詞目前仍舊有爭議。
- 無緣社會

## 相关图书
引发社会讨论的著作《下流老人》于2015年由朝日新闻出版社出版。中国大陆引进版出版于2017年，改名《下游老人》，译者是褚以炜（ISBN 9787508670409）。台湾引进版出版于2016年，出版社为如果出版，译者是吳怡文（ISBN 9789866006883）。
《下游老人》原作者陆续出版有《贫困世代》（2016年12月台湾出版，译者是賴芯葳，出版社是高寶，ISBN 9789863613527；2022年中国大陆出版，党豪杰译，新星出版社，ISBN 9787513350471）、《贫困危机》（2020年中国大陆出版，译者是胡建君，出版社是上海文化出版社，ISBN 9787553520445）等图书。